# Campeonato Mundial de Tiro de 1962
El XXXVIII Campeonato Mundial de Tiro se celebró en El Cairo (Egipto) en el año 1962 bajo la organización de la Federación Internacional de Tiro Deportivo (ISSF) y la Federación Egipcia de Tiro.
Las competiciones se realizaron en el Campo de Tiro Pirámides de la capital egipcia.

## Resultados

### Masculino
| Evento                                     | Oro                                    | Plata                              | Bronce                                 |
| ------------------------------------------ | -------------------------------------- | ---------------------------------- | -------------------------------------- |
| Rifle 3 posiciones 300 m                   | Gary Anderson Estados Unidos 1138 pts. | Vladimir Yevdokimov URSS 1138 pts. | Thomas Pool Estados Unidos 1136 pts.   |
| Rifle 3 posiciones 300 m (equipos)         | URSS 4533                              | Estados Unidos 4516                | Suiza · 4502                           |
| Rifle en pos. tendida 300 m                | Gary Anderson Estados Unidos 395       | Hansrüdi Spillmann · Suiza · 394   | Kurt Johansson · Suecia · 393          |
| Rifle en pos. de rodillas 300 m            | Erwin Vogt · Suiza · 385               | Kurt Müller · Suiza · 385          | Vladimir Yevdikimov URSS 384           |
| Rifle en pos. de pie 300 m                 | Thomas Pool Estados Unidos 368         | Jozsef Lacsny · Hungría · 364      | Daniel Puckel Estados Unidos 363       |
| Rifle estándar 300 m                       | Pauli Janhonen · Finlandia · 537       | Verle Wright Estados Unidos 537    | Andréi Yakoniuk URSS 536               |
| Rifle estándar 300 m (equipos)             | URSS 2125                              | Noruega · 2086                     | Finlandia · 2077                       |
| Rifle militar 300 m                        | Hans Schönenberger · Suiza ·           | Auguste Hollenstein · Suiza ·      | Hans Simonet · Suiza ·                 |
| Rifle 3 posiciones 50 m                    | Gary Anderson Estados Unidos 1157      | Marat Niyasov URSS 1147            | Erwin Vogt · Suiza · 1142              |
| Rifle 3 posiciones 50 m (equipos)          | URSS 4533                              | Estados Unidos 4522                | Suiza · 4508                           |
| Rifle en pos. tendida 50 m                 | Karl Wenk RFA 594                      | Vladimir Chuyan URSS 592           | James Hill Estados Unidos 592          |
| Rifle en pos. tendida 50 m (equipos)       | Suecia · 2355                          | Estados Unidos 2354                | RFA 2351                               |
| Rifle en pos. de rodillas 50 m             | Karl Wenk RFA 388                      | Marat Niyasov URSS 387             | Ole Hviid Jensen Dinamarca 387         |
| Rifle en pos. de rodillas 50 m (equipos)   | URSS 1533                              | RFA 1531                           | Estados Unidos 1522                    |
| Rifle en pos. de pie 50 m                  | Gary Anderson Estados Unidos 376       | Erwin Vogt · Suiza · 367           | Thomas Pool Estados Unidos 366         |
| Rifle en pos. de pie 50 m (equipos)        | Estados Unidos 1464                    | Suiza · 1442                       | RDA 1428                               |
| Pistola 50 m                               | Vladimir Stolipin URSS 559             | Yoshihisha Yoshikama Japón 557     | Ludwig Hemauer · Suiza · 550           |
| Pistola 50 m (equipos)                     | URSS 2187                              | Estados Unidos 2169                | Suiza · 2151                           |
| Pistola rápida de fuego 25 m               | Alexandr Zabelin URSS 589              | Igor Rakalov URSS 588              | James McNally Estados Unidos 588       |
| Pistola rápida de fuego 25 m (equipos)     | URSS 2333                              | Estados Unidos 2327                | Italia · 2312                          |
| Pistola de fuego 25 m                      | Igor Rakalov URSS 590                  | Evgeni Jaidurov URSS 589           | William Blankenship Estados Unidos 588 |
| Pistola de fuego 25 m (equipos)            | URSS 2349                              | Estados Unidos 2341                | RDA 2314                               |
| Ciervo móvil 100 m –tiro simple–           | Oleg Zakurenkov URSS 229               | John Forster Estados Unidos 228    | Rune Flodman · Suecia · 227            |
| Ciervo móvil 100 m –tiro simple– (equipos) | URSS 879                               | Estados Unidos 867                 | Suecia · 842                           |
| Ciervo móvil 100 m –tiro doble–            | Oleg Zakurenkov URSS 223               | Igor Nikitin URSS 223              | Willis Powell Estados Unidos 220       |
| Ciervo móvil 100 m –tiro doble– (equipos)  | URSS 880                               | Estados Unidos 859                 | Finlandia · 811                        |
| Foso                                       | Vladimir Zimenko URSS 295              | Karni Singh India 295              | Joachim Marscheider RDA 294            |
| Foso (equipos)                             | URSS 777                               | RDA 768                            | Egipto 767                             |
| Skeet                                      | Nikolái Durnev URSS 200                | Yuri Tsuranov URSS 198             | Thomas Heffron Estados Unidos 197      |
| Skeet (equipos)                            | Estados Unidos 394                     | URSS 392                           | Suecia · 386                           |

### Femenino
| Evento                       | Oro                            | Plata                                  | Bronce                                    |
| ---------------------------- | ------------------------------ | -------------------------------------- | ----------------------------------------- |
| Rifle 3 posiciones 50 m      | Kira Dolgoborodova URSS 864    | Elena Donskaya URSS 853                | Renate Wischnewski RDA 824                |
| Rifle en pos. tendida 50 m   | Elena Donskaya URSS 586        | Marjorie Dunt Sudáfrica 583            | Anneliese Goth RFA 582                    |
| Pistola rápida de fuego 25 m | Sofia Tiagni URSS 583          | Nadezhda Yulina URSS 579               | Gertrude Schernitzauer Estados Unidos 550 |
| Pistola militar 25 m         | Nadezhda Yulina URSS 570       | Gail Liberty Estados Unidos 570        | Sofia Tiagni URSS 569                     |
| Foso                         | Valentina Gerasina URSS 87     | Charlotte Berkenkamp Estados Unidos 86 | Sheila Breckon Reino Unido 81             |
| Skeet                        | Mercedes Mata · Venezuela · 99 | Marjorie Annan Estados Unidos 85       | Elena Sebasova URSS 84                    |

## Medallero
| Núm. | País           | Oro | Plata | Bronce | Total |
| ---- | -------------- | --- | ----- | ------ | ----- |
| 1    | URSS           | 22  | 11    | 4      | 37    |
| 2    | Estados Unidos | 7   | 13    | 10     | 30    |
| 3    | Suiza          | 2   | 5     | 6      | 13    |
| 4    | RFA            | 2   | 1     | 2      | 5     |
| 5    | Suecia         | 1   | 0     | 4      | 5     |
| 6    | Finlandia      | 1   | 0     | 2      | 3     |
| 7    | Venezuela      | 1   | 0     | 0      | 1     |
| 8    | RDA            | 0   | 1     | 4      | 5     |
| 9    | Hungría        | 0   | 1     | 0      | 1     |
|      | India          | 0   | 1     | 0      | 1     |
|      | Japón          | 0   | 1     | 0      | 1     |
|      | Noruega        | 0   | 1     | 0      | 1     |
|      | Sudáfrica      | 0   | 1     | 0      | 1     |
| 14   | Dinamarca      | 0   | 0     | 1      | 1     |
|      | Egipto         | 0   | 0     | 1      | 1     |
|      | Italia         | 0   | 0     | 1      | 1     |
|      | Reino Unido    | 0   | 0     | 1      | 1     |
|      | TOTAL          | 36  | 36    | 36     | 108   |